# لودویگ دوم (فیلم ۱۹۲۲)
«لودویگ دوم» (انگلیسی: Ludwig II (1922 film)) فیلمی در ژانر درام است که در سال ۱۹۲۲ منتشر شد.